# Finales NBA 2010
Navigation
Finales 2009 Finales 2011
Les finales NBA 2010 sont la dernière série de matchs de la saison 2009-2010 de la NBA et la conclusion des séries éliminatoires (playoffs) de la saison. Le champion de la conférence Est, les Celtics de Boston rencontrent le champion de la conférence Ouest les Lakers de Los Angeles. Les Lakers ont battu les Celtics quatre victoires à trois, pour gagner le 16e championnat NBA de la franchise. La 64e édition de la série finale du championnat a été jouée entre le 3 et le 17 juin, a été diffusé sur la chaîne ABC, et a été regardé par une moyenne de 18,1 millions de personnes (avec une pointe à 30 millions pour le septième match).

## Lieux des compétitions
Les deux salles pour le tournoi ces finales sont : le TD Garden de Boston et le Staples Center de  Los Angeles.
| Los Angeles        | \| Boston Los Angeles \| | Boston           |
| Staples Center     | \| Boston Los Angeles \| | TD Garden,       |
| Capacité: 18 997   | \| Boston Los Angeles \| | Capacité: 18 624 |
| Alt=Staples Center | \| Boston Los Angeles \| | Alt=TD Garden    |
| Boston Los Angeles |                          |                  |

## Avant les finales

### Celtics de Boston
Les Celtics ont terminé la saison régulière champion de la  division Atlantique avec un bilan de 50 victoires pour 32 défaites. Au premier tour des playoffs ils ont éliminé le Heat de Miami en cinq matchs. Puis, en demi-finales de conférence, Boston défait le Cleveland Cavaliers en six matchs, première élimination d'un leader de conférence depuis les Mavericks de Dallas en 2007. Lors de la finale de la Conférence Est, les Celtics éliminent le Magic d'Orlando en six matchs. En arrivant en finale les Celtics de Boston deviennent la première équipe dans l'histoire de la NBA à le faire avec un meilleur bilan en saison régulière à l'exterieur qu'à la maison. En outre, les Celtics de Boston sont devenus la deuxième équipe de l'histoire de la NBA à atteindre la finale NBA après avoir battu les équipes avec le meilleur bilan de la ligue (les Cavaliers de Cleveland) et l'équipe avec le second (Magic d'Orlando), après les Rockets de Houston lors des playoffs de 1995.

### Lakers de Los Angeles
Les Lakers, champion sortant, ont terminé la saison régulière en tant que champion de la division Pacifique avec un bilan de 57 victoires pour 25 défaites.
Au premier tour des séries éliminatoires de la Conférence Ouest ils éliminent le Thunder d'Oklahoma City en six matchs. Le dernier match se termine avec un tir de Kobe Bryant, qui rate panier, mais Pau Gasol saisi le rebond offensif et fait un lay-up pour remporter la victoire. Puis en demi-finale, Los Angeles a balayé le Jazz de l'Utah en quatre matchs, gagnant leur droit de jouer leurs troisièmes finales de Conférence Ouest consécutives. En finales ils rencontrent et battent les Suns de Phoenix en six matchs. La victoire au match 6 permet aux Lakers d’accéder à leur 31e finales NBA  dans l'histoire de franchise. L'équipe gagne leur troisième participation consécutive aux finales, la dernière équipe à le faire étant les Los Angeles Lakers eux-mêmes (au cours du triplé de 2000-2002).

### Parcours comparés vers les finales NBA
| Champion de division | Qualifié pour les playoffs | Éliminé des playoffs |

| Rang | Franchise              | V  | D  | PCT    | R  | Dom   | Ext   |
| ---- | ---------------------- | -- | -- | ------ | -- | ----- | ----- |
| 1    | Cavaliers de Cleveland | 61 | 21 | 74,4 % | –  | 35-6  | 26-15 |
| 2    | Magic d'Orlando        | 59 | 23 | 72,0 % | 2  | 34-7  | 25-16 |
| 3    | Hawks d'Atlanta        | 53 | 29 | 64,6 % | 8  | 34-7  | 19-22 |
| 4    | Celtics de Boston      | 50 | 32 | 61,0 % | 11 | 24-17 | 26-15 |
| 5    | Heat de Miami          | 47 | 35 | 57,3 % | 14 | 24-17 | 23-18 |
| 6    | Bucks de Milwaukee     | 46 | 36 | 56,1 % | 15 | 28-13 | 18-23 |
| 7    | Bobcats de Charlotte   | 44 | 38 | 53,7 % | 17 | 31-10 | 13-28 |
| 8    | Bulls de Chicago       | 41 | 41 | 50,0 % | 20 | 24-17 | 17-24 |
|      |                        |    |    |        |    |       |       |
| 9    | Raptors de Toronto     | 40 | 42 | 48,8 % | 21 | 25-16 | 15-26 |
| 10   | Pacers de l'Indiana    | 32 | 50 | 39,0 % | 29 | 23-18 | 9-32  |
| 11   | Knicks de New York     | 29 | 53 | 35,4 % | 32 | 18-23 | 11-30 |
| 12   | Pistons de Détroit     | 27 | 55 | 32,9 % | 34 | 17-24 | 10-31 |
| 13   | 76ers de Philadelphie  | 27 | 55 | 32,9 % | 34 | 12-29 | 15-26 |
| 14   | Wizards de Washington  | 26 | 56 | 31,7 % | 35 | 15-26 | 11-30 |
| 15   | Nets du New Jersey     | 12 | 70 | 14,6 % | 49 | 8-33  | 4-37  |

| Rang | Franchise                 | V  | D  | PCT    | R  | Dom   | Ext   |
| ---- | ------------------------- | -- | -- | ------ | -- | ----- | ----- |
| 1    | Lakers de Los Angeles     | 57 | 25 | 69,5 % | –  | 34-7  | 23-18 |
| 2    | Mavericks de Dallas       | 55 | 27 | 67,1 % | 2  | 28-13 | 27-14 |
| 3    | Suns de Phoenix           | 54 | 28 | 65,9 % | 3  | 32-9  | 22-19 |
| 4    | Nuggets de Denver         | 53 | 29 | 64,6 % | 4  | 34-7  | 19-22 |
| 5    | Jazz de l'Utah            | 53 | 29 | 64,6 % | 4  | 32-9  | 21-20 |
| 6    | Trail Blazers de Portland | 50 | 32 | 61,0 % | 7  | 26-15 | 24-17 |
| 7    | Spurs de San Antonio      | 50 | 32 | 61,0 % | 7  | 29-12 | 21-20 |
| 8    | Thunder d'Oklahoma City   | 50 | 32 | 61,0 % | 7  | 27-14 | 23-18 |
|      |                           |    |    |        |    |       |       |
| 9    | Rockets de Houston        | 42 | 40 | 51,2 % | 15 | 23-18 | 19-22 |
| 10   | Grizzlies de Memphis      | 40 | 42 | 48,8 % | 17 | 23-18 | 17-24 |
| 11   | Hornets de la New-Orleans | 37 | 45 | 45,1 % | 20 | 24-17 | 13-28 |
| 12   | Clippers de Los Angeles   | 29 | 53 | 35,4 % | 28 | 21-20 | 8-33  |
| 13   | Warriors de Golden State  | 26 | 56 | 31,7 % | 31 | 18-23 | 8-33  |
| 14   | Kings de Sacramento       | 25 | 57 | 30,5 % | 32 | 18-23 | 7-34  |
| 15   | Timberwolves du Minnesota | 15 | 67 | 18,3 % | 42 | 10-31 | 5-36  |

### Face à face en saison régulière
Les Celtics et les Lakers se sont rencontrés 2 fois. Chaque équipe a été gagner chez son adversaire avec un écart infime de un point.
| Match | Date            | équipe à domicile     | Score | équipe à l'extérieur  |
| ----- | --------------- | --------------------- | ----- | --------------------- |
| 1     | 31 janvier 2010 | Celtics de Boston     | 89-90 | Lakers de Los Angeles |
| 2     | 18 février 2010 | Lakers de Los Angeles | 86-87 | Celtics de Boston     |

## Formule
Pour les séries finales la franchise gagnante est la première à remporter quatre victoires, soit un minimum de quatre matchs et un maximum de sept. Les rencontres se déroulent dans l'ordre suivant :
| Match | Recevant       | Match | Recevant       | Match | Recevant        | Match | Recevant        |
| ----- | -------------- | ----- | -------------- | ----- | --------------- | ----- | --------------- |
| 1     | Meilleur bilan | 2     | Meilleur bilan | 3     | Moins bon bilan | 4     | Moins bon bilan |

| Match | Recevant        | Match | Recevant       | Match | Recevant       |
| ----- | --------------- | ----- | -------------- | ----- | -------------- |
| 5     | Moins bon bilan | 6     | Meilleur bilan | 7     | Meilleur bilan |

Les Lakers de Los Angeles ont l'avantage du terrain grâce à leur meilleur bilan en saison régulière (57-25 contre 50-32).

## Les finales

### Match 1
| 3 juin 2010 21:00 EDT | Rapport Video | Celtics de Boston 89, Los Angeles Lakers 102       | Celtics de Boston 89, Los Angeles Lakers 102 | Celtics de Boston 89, Los Angeles Lakers 102 |  | Staples Center, Los Angeles Affluence : 18 997 Arbitres : No. 17 Joe Crawford No. 14 Joe DeRosa No. 9 Derrick Stafford | ABC TSN |
| 3 juin 2010 21:00 EDT | Rapport Video | Score par quart-temps : 21–26, 20–24, 23–34, 25–18 |                                              |                                              |  | Staples Center, Los Angeles Affluence : 18 997 Arbitres : No. 17 Joe Crawford No. 14 Joe DeRosa No. 9 Derrick Stafford | ABC TSN |
| 3 juin 2010 21:00 EDT | Rapport Video | Paul Pierce 24 Paul Pierce 9 Rajon Rondo 8         | Points Rebonds Passes d.                     | Kobe Bryant 30 Pau Gasol 14 Kobe Bryant 6    |  | Staples Center, Los Angeles Affluence : 18 997 Arbitres : No. 17 Joe Crawford No. 14 Joe DeRosa No. 9 Derrick Stafford | ABC TSN |
| 3 juin 2010 21:00 EDT | Rapport Video | Los Angeles mène la série 1 à 0                    |                                              |                                              |  | Staples Center, Los Angeles Affluence : 18 997 Arbitres : No. 17 Joe Crawford No. 14 Joe DeRosa No. 9 Derrick Stafford | ABC TSN |

### Match 2
| 6 juin 2010 20:00 EDT | Rapport Video | Celtics de Boston 103, Lakers de Los Angeles 94    | Celtics de Boston 103, Lakers de Los Angeles 94 | Celtics de Boston 103, Lakers de Los Angeles 94 |  | Staples Center, Los Angeles Affluence : 18 997 Arbitres : No. 13 Monty McCutchen No. 24 Mike Callahan No. 41 Ken Mauer | ABC TSN |
| 6 juin 2010 20:00 EDT | Rapport Video | Score par quart-temps : 29–22, 25–26, 18–24, 31–22 |                                                 |                                                 |  | Staples Center, Los Angeles Affluence : 18 997 Arbitres : No. 13 Monty McCutchen No. 24 Mike Callahan No. 41 Ken Mauer | ABC TSN |
| 6 juin 2010 20:00 EDT | Rapport Video | Ray Allen 32 Rajon Rondo 12 Rajon Rondo 10         | Points Rebonds Passes d.                        | Pau Gasol 25 Pau Gasol 8 Kobe Bryant 6          |  | Staples Center, Los Angeles Affluence : 18 997 Arbitres : No. 13 Monty McCutchen No. 24 Mike Callahan No. 41 Ken Mauer | ABC TSN |
| 6 juin 2010 20:00 EDT | Rapport Video | Égalité dans la série 1 à 1                        |                                                 |                                                 |  | Staples Center, Los Angeles Affluence : 18 997 Arbitres : No. 13 Monty McCutchen No. 24 Mike Callahan No. 41 Ken Mauer | ABC TSN |

### Match 3
| 8 juin 2010 21:00 EDT | Rapport Video | Lakers de Los Angeles 91, Celtics de Boston 84     | Lakers de Los Angeles 91, Celtics de Boston 84 | Lakers de Los Angeles 91, Celtics de Boston 84     |  | TD Banknorth Garden, Boston Affluence : 18 624 Arbitres : No. 43 Dan Crawford No. 55 Bill Kennedy No. 15 Bennett Salvatore | ABC TSN |
| 8 juin 2010 21:00 EDT | Rapport Video | Score par quart-temps : 26–17, 26–23, 15–21, 24–23 |                                                |                                                    |  | TD Banknorth Garden, Boston Affluence : 18 624 Arbitres : No. 43 Dan Crawford No. 55 Bill Kennedy No. 15 Bennett Salvatore | ABC TSN |
| 8 juin 2010 21:00 EDT | Rapport Video | Kobe Bryant 29 Bynum, Gasol 10 Bryant, Gasol       | Points Rebonds Passes d.                       | Kevin Garnett 25 Kendrick Perkins 11 Rajon Rondo 8 |  | TD Banknorth Garden, Boston Affluence : 18 624 Arbitres : No. 43 Dan Crawford No. 55 Bill Kennedy No. 15 Bennett Salvatore | ABC TSN |
| 8 juin 2010 21:00 EDT | Rapport Video | Los Angeles mène la série 2 à 1                    |                                                |                                                    |  | TD Banknorth Garden, Boston Affluence : 18 624 Arbitres : No. 43 Dan Crawford No. 55 Bill Kennedy No. 15 Bennett Salvatore | ABC TSN |

### Match 4
| 10 juin 2010 21:00 EDT | Rapport Video | Lakers de Los Angeles 89, Celtics de Boston 96     | Lakers de Los Angeles 89, Celtics de Boston 96 | Lakers de Los Angeles 89, Celtics de Boston 96  |  | TD Banknorth Garden, Boston Affluence : 18 624 Arbitres : No. 48 Scott Foster No. 32 Eddie F. Rush No. 57 Greg Willard | ABC TSN |
| 10 juin 2010 21:00 EDT | Rapport Video | Score par quart-temps : 16–19, 29–23, 17–18, 27–36 |                                                |                                                 |  | TD Banknorth Garden, Boston Affluence : 18 624 Arbitres : No. 48 Scott Foster No. 32 Eddie F. Rush No. 57 Greg Willard | ABC TSN |
| 10 juin 2010 21:00 EDT | Rapport Video | Kobe Bryant 32 Artest, Odom 7 Artest, Gasol 3      | Points Rebonds Passes d.                       | Paul Pierce 19 Kendrick Perkins 7 Paul Pierce 5 |  | TD Banknorth Garden, Boston Affluence : 18 624 Arbitres : No. 48 Scott Foster No. 32 Eddie F. Rush No. 57 Greg Willard | ABC TSN |
| 10 juin 2010 21:00 EDT | Rapport Video | Égalité dans la série 2 à 2                        |                                                |                                                 |  | TD Banknorth Garden, Boston Affluence : 18 624 Arbitres : No. 48 Scott Foster No. 32 Eddie F. Rush No. 57 Greg Willard | ABC TSN |

### Match 5
| 13 juin 2010 20:00 EDT | Rapport Video | Lakers de Los Angeles 86, Celtics de Boston 92     | Lakers de Los Angeles 86, Celtics de Boston 92 | Lakers de Los Angeles 86, Celtics de Boston 92 |  | TD Banknorth Garden, Boston Affluence : 18 624 Arbitres : No. 17 Joe Crawford No. 24 Mike Callahan No. 9 Derrick Stafford | ABC TSN |
| 13 juin 2010 20:00 EDT | Rapport Video | Score par quart-temps : 20–22, 19–23, 26–28, 21–19 |                                                |                                                |  | TD Banknorth Garden, Boston Affluence : 18 624 Arbitres : No. 17 Joe Crawford No. 24 Mike Callahan No. 9 Derrick Stafford | ABC TSN |
| 13 juin 2010 20:00 EDT | Rapport Video | Kobe Bryant 38 Pau Gasol 12 Kobe Bryant 4          | Points Rebonds Passes d.                       | Paul Pierce 27 Kevin Garnett 10 Rajon Rondo 8  |  | TD Banknorth Garden, Boston Affluence : 18 624 Arbitres : No. 17 Joe Crawford No. 24 Mike Callahan No. 9 Derrick Stafford | ABC TSN |
| 13 juin 2010 20:00 EDT | Rapport Video | Boston mène la série 3 à 2                         |                                                |                                                |  | TD Banknorth Garden, Boston Affluence : 18 624 Arbitres : No. 17 Joe Crawford No. 24 Mike Callahan No. 9 Derrick Stafford | ABC TSN |

### Match 6
| 15 juin 2010 21:00 EDT | Rapport Video | Celtics de Boston 67, Los Angeles Lakers 89        | Celtics de Boston 67, Los Angeles Lakers 89 | Celtics de Boston 67, Los Angeles Lakers 89 |  | Staples Center, Los Angeles Affluence : 18 997 Arbitres : No. 13 Monty McCutchen No. 14 Joe DeRosa No. 41 Ken Mauer | ABC TSN |
| 15 juin 2010 21:00 EDT | Rapport Video | Score par quart-temps : 18–28, 13–23, 20–25, 16–13 |                                             |                                             |  | Staples Center, Los Angeles Affluence : 18 997 Arbitres : No. 13 Monty McCutchen No. 14 Joe DeRosa No. 41 Ken Mauer | ABC TSN |
| 15 juin 2010 21:00 EDT | Rapport Video | Ray Allen 19 Glen Davis 9 Rajon Rondo 6            | Points Rebonds Passes d.                    | Kobe Bryant 26 Pau Gasol 13 Pau Gasol 9     |  | Staples Center, Los Angeles Affluence : 18 997 Arbitres : No. 13 Monty McCutchen No. 14 Joe DeRosa No. 41 Ken Mauer | ABC TSN |
| 15 juin 2010 21:00 EDT | Rapport Video | Égalité dans la série 3 à 3                        |                                             |                                             |  | Staples Center, Los Angeles Affluence : 18 997 Arbitres : No. 13 Monty McCutchen No. 14 Joe DeRosa No. 41 Ken Mauer | ABC TSN |

### Match 7
| 17 juin 2010 21:00 EDT | Rapport Video | Celtics de Boston 79, Los Angeles Lakers 83        | Celtics de Boston 79, Los Angeles Lakers 83 | Celtics de Boston 79, Los Angeles Lakers 83 |  | Staples Center, Los Angeles Affluence : 18 997 Arbitres : No. 17 Joe Crawford No. 43 Dan Crawford No. 48 Scott Foster | ABC TSN |
| 17 juin 2010 21:00 EDT | Rapport Video | Score par quart-temps : 23–14, 17–20, 17–19, 22–30 |                                             |                                             |  | Staples Center, Los Angeles Affluence : 18 997 Arbitres : No. 17 Joe Crawford No. 43 Dan Crawford No. 48 Scott Foster | ABC TSN |
| 17 juin 2010 21:00 EDT | Rapport Video | Paul Pierce 18 Paul Pierce 10 Rajon Rondo 10       | Points Rebonds Passes d.                    | Kobe Bryant 23 Pau Gasol 18 Pau Gasol 4     |  | Staples Center, Los Angeles Affluence : 18 997 Arbitres : No. 17 Joe Crawford No. 43 Dan Crawford No. 48 Scott Foster | ABC TSN |
| 17 juin 2010 21:00 EDT | Rapport Video | Los Angeles gagne la série 4 à 3                   |                                             |                                             |  | Staples Center, Los Angeles Affluence : 18 997 Arbitres : No. 17 Joe Crawford No. 43 Dan Crawford No. 48 Scott Foster | ABC TSN |

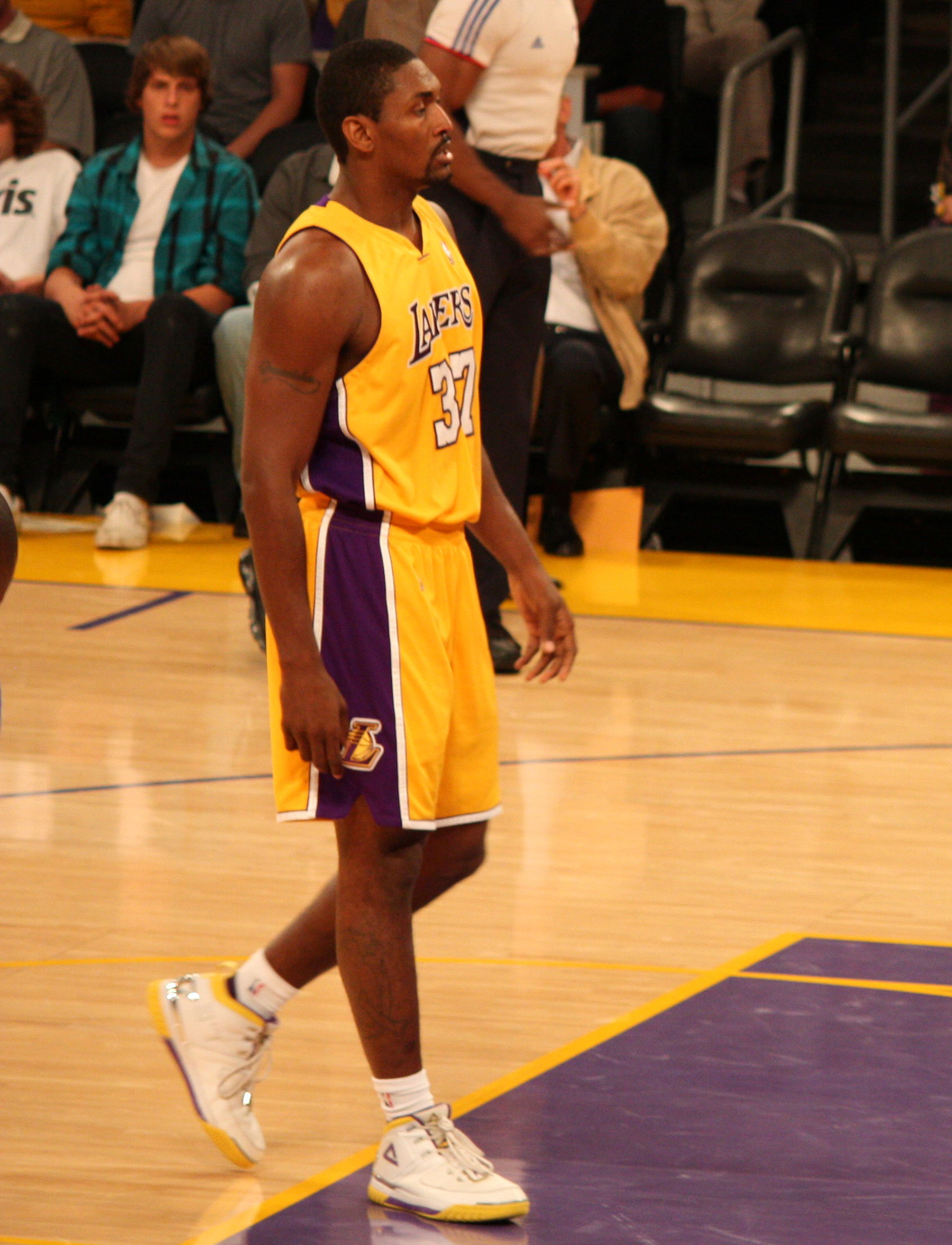
l'arrière des Lakers Metta World Peace réussi un panier à 3 points dans le quatrième quart temps permettant aux lakers d'avoir 6 points d'avance.

## Lieux des compétitions

### Lakers de Los Angeles
| Effectif des Lakers de Los Angeles 2009-2010 |
| --- |
| 1 Jordan Farmar • 2 Derek Fisher • 4 Luke Walton • 6 Adam Morrison • 7 Lamar Odom • 12 Shannon Brown • 16 Pau Gasol • 17 Andrew Bynum • 18 Saša Vujačić • 21 Josh Powell • 24 Kobe Bryant (MVP Finales) • 28 Didier Ilunga-Mbenga • 37 Ron Artest Entraîneur : Phil Jackson |

### Celtics de Boston
| Effectif des Celtics de Boston 2009-2010 |
| --- |
| 0 Oliver Lafayette • 4 Nate Robinson • 5 Kevin Garnett • 7 Marquis Daniels • 9 Rajon Rondo • 11 Glen Davis • 13 Shelden Williams • 20 Ray Allen • 27 Tony Gaffney • 30 Rasheed Wallace • 34 Paul Pierce • 40 Michael Finley • 42 Tony Allen • 43 Kendrick Perkins • 44 Brian Scalabrine Entraîneur : Doc Rivers |